# Гидрозофобия
Гидрозофобия (hydrosophobia; др.-греч. ἱδρόω — «потею» и фобия) — страх больного вспотеть из-за боязни простудиться или пахнуть потом. У особенно сильно больных этим видом фобии наблюдается боязнь пота и у других людей, поэтому больные стараются не посещать общественные места, где могут встретить вспотевших. Наблюдается при неврозе навязчивых состояний и психастении. 
Страдающие гидрозофобией зачастую испытывают панические атаки с характерными проявлениями :
- повышение артериального давления,
- тремор конечностей,
- сердцебиение,
- изменение кожного покрова (покраснение или бледность)[1].

## Способы лечения
- Большее нахождение на свежем воздухе.
- Уменьшение потливости тела.
- Лечение невроза.